# 柴田勝久
柴田 勝久（しばた かつひさ、1943年12月4日 - 2010年1月16日）は、日本の元大相撲力士、元プロレスラー、レフェリー。三重県桑名市出身。

## 来歴

### 大相撲時代
大鳴戸部屋（師匠は二瀬山）に入門して、柴田の四股名で1960年7月場所に16歳で初土俵を踏む。鉄扇（てっせん）と改名して1961年5月場所には序ノ口優勝、1963年9月場所には三段目優勝を果たした。この間、大鳴戸部屋と朝日山部屋の合併に伴い新・朝日山部屋所属となり、四股名も三重ノ山と改名した。しかし1966年9月場所限りで廃業、最高位は幕下35枚目。

### レスラー時代
プロレスへ転向、1966年に東京プロレスに入団して同年10月12日プロレスデビューした。1967年2月の東京プロレス崩壊後は、アントニオ猪木らとともに日本プロレスに移籍。その後、メキシコへ遠征し長くトップルードとして活躍するも、1972年の新日本プロレス旗揚げに参加。
1973年4月6日の『ワールドプロレスリング』新日本プロレス第1回放送のメインイベント（猪木&柴田vsジャン・ウィルキンス&サイクロン・ソト）に登場するなど、新日本の中堅を固める存在として活躍。この頃はマスコミから「マットの眠狂四郎」と名付けられていた。
1977年2月9日、肩の怪我のため、小沢正志戦で現役を引退。

### レフェリー時代
1977年2月9日、レフェリーへ転向。厳格なレフェリーとして活躍した。また千葉県松戸市に「おもちゃのシバタ」を開業して新日本のグッズも販売していた。現在は閉店している。
1999年6月25日に新日本プロレス「柴田勝久レフェリー引退記念興行」でレフェリーを引退した。全試合終了後の引退記念セレモニーでは、息子勝頼を激励の意を込めてボディスラムで投げた。
2005年9月11日、メインイベントで勝頼が試合を行ったビッグマウス・ラウド旗揚げ戦にレフェリーとして参加した。
その後は藤波辰爾が主宰していたドラディションのリングでレフェリーを担当している。

### 死去
2010年1月16日の朝、心筋梗塞にて急逝。66歳没。

## 家族
プロレスラーの柴田勝頼は実子。

## 得意技
- メキシカンストレッチ